# Foltești
Foltești est une commune roumaine située dans le județ de Galați.